# Cimitero nazionale di Gettysburg
Il cimitero nazionale di Gettysburg (Gettysburg National Cemetery), uno dei cimiteri nazionali degli Stati Uniti d'America, venne appositamente creato per poter ospitare e commemorare le vittime dell'Union Army alla Battaglia di Gettysburg avvenuta tra il 1° e il 3 luglio del 1863 - parte della Campagna di Gettysburg - nell'ambito del Teatro Orientale della guerra di secessione americana.
Si trova appena fuori dal comune cittadino di Gettysburg (Pennsylvania), nella Contea di Adams (Pennsylvania). La terra è parte integrante del campo di battaglia di Gettysburg e il cimitero monumentale si trova all'interno del Gettysburg National Military Park.
Originariamente chiamato Cimitero nazionale dei soldati, in occasione della sua consacrazione il 16° presidente degli Stati Uniti d'America Abraham Lincoln vi pronunciò il suo celebre discorso di Gettysburg, il 19 di novembre seguente.
Contiene 3.512 sepolture risalenti al tempo della guerra di secessione americana, incluse le tombe di 979 militi ignoti; contiene anche alcune sezioni riservate ai veterani della guerra ispano-americana, della prima guerra mondiale e di altri conflitti in cui rimasero coinvolti gli Stati Uniti d'America, insieme alle tombe dei coniugi e dei figli dei veterani stessi. Il numero totale di interramenti supera i 6.000.
Monumenti, memoriali e contrassegni di scontri bellici sono sparsi per tutto il cimitero; le sue mura di pietra, recinzioni e cancelli di ferro, sepolture, marcatori di settori e marciapiedi in mattoni vengono elencati quali strutture facenti parte integrante del Gettysburg Battlefield Historic District.

## Descrizione
Il fulcro del Cimitero Nazionale di Gettysburg è costituito dal Soldiers' National Monument (risalente al 1869), un'opera in granito alta 18 metri disegnata e progettata dallo scultore Randolph Rogers in collaborazione con l'architetto George Keller.
È circondato da semicerchi concentrici di tombe, suddivisi in 18 sezioni per gli allora Stati dell'Unione (guerra di secessione americana) (1 ciascuno), una sezione per gli ufficiali delle unità militari terrestri regolari ed altre 3 per i soldati rimasti invece sconosciuti.
I monumenti del campo di battaglia all'interno del cimitero nazionale includono quelli della:
- 1st United States Artillery Battery H;
- 2nd Maine Battery;
- 1st Massachusetts Battery (batteria di Cook);
- 1st Minnesota Volunteer Infantry regiment;
- 1st New Hampshire Light Artillery;
- 5th New York Independent Light Artillery ("1st Excelsior Light Artillery");
- 136th New York Volunteer Infantry Regiment;
- Battery H, 1st Ohio Light Artillery;
- 55th Regiment, Ohio Volunteer Infantry;
- 73rd Regiment, Ohio Volunteer Infantry
- ed infine 75th Regiment, Pennsylvania Volunteer Infantry;
- in più marcatori per la Battery I, 1st Ohio Light Artillery
- e la 3rd Volunteer Brigade Artillery Reserve (brigata di Huntington).

Altri monumenti includono:

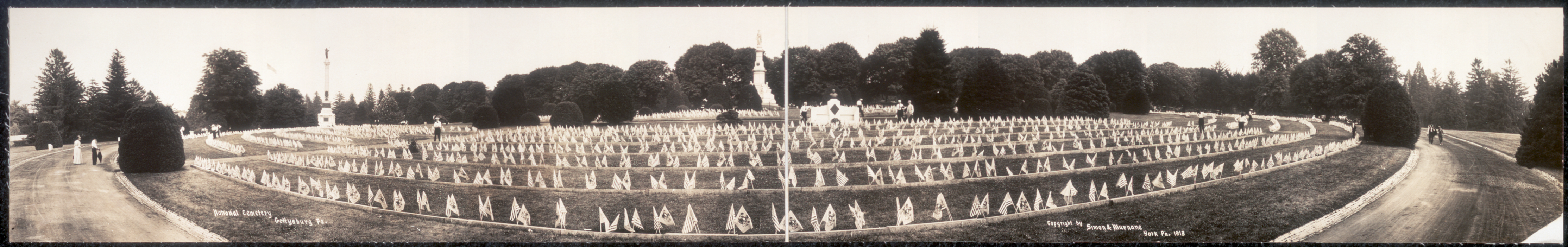
Veduta panoramica.

- il New York State Monument (1893);
- il Kentucky State Monument (1975);
- il Lincoln Address Monument (1912);
- il Friend to Friend Masonic Memorial (1994);
- la statua dedicata alla memoria del maggior generale John F. Reynolds (1872)
- ed il Major-General Charles Collis Memorial (1906).

## Storia
I resti dei combattenti unionisti vennero trasferiti dalle aree di sepoltura del Campo di battaglia di Gettysburg (ad esempio, su Cemetery Hill), nonché dai cimiteri delle chiese locali, dai luoghi di sepoltura ospedalieri (ad esempio Camp Letterman e il "Rock Creek-White Run Union Hospital Complex"), dall'" USA General Hospital di York (Pennsylvania)" e dalla Valle della Morte (Little Round Top) dove un certo numero di soldati rimasti insepolti si sono decomposti all'aperto.
Samuel Weaver, in qualità di "Sovrintendente all'esumazione dei corpi", osservò personalmente i lavoratori dell'appaltatore che aprivano le tombe, disponendo i resti nelle bare e seppellendoli nel cimitero ed almeno un reinterramento dal vicino Evergreen Cemetery.

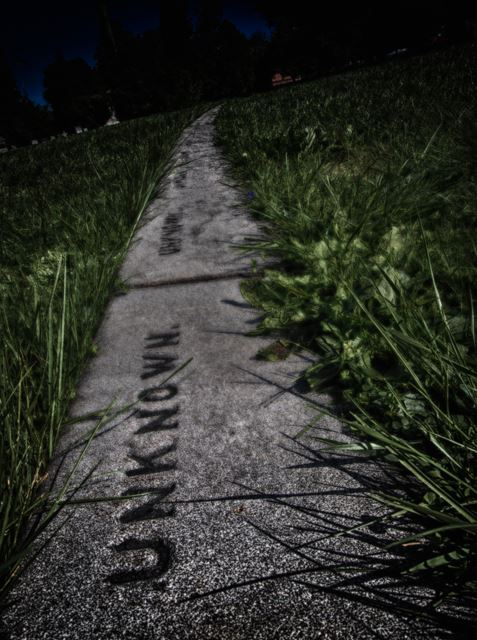
Le lastre di granito segnano le tombe di soldati sconosciuti..
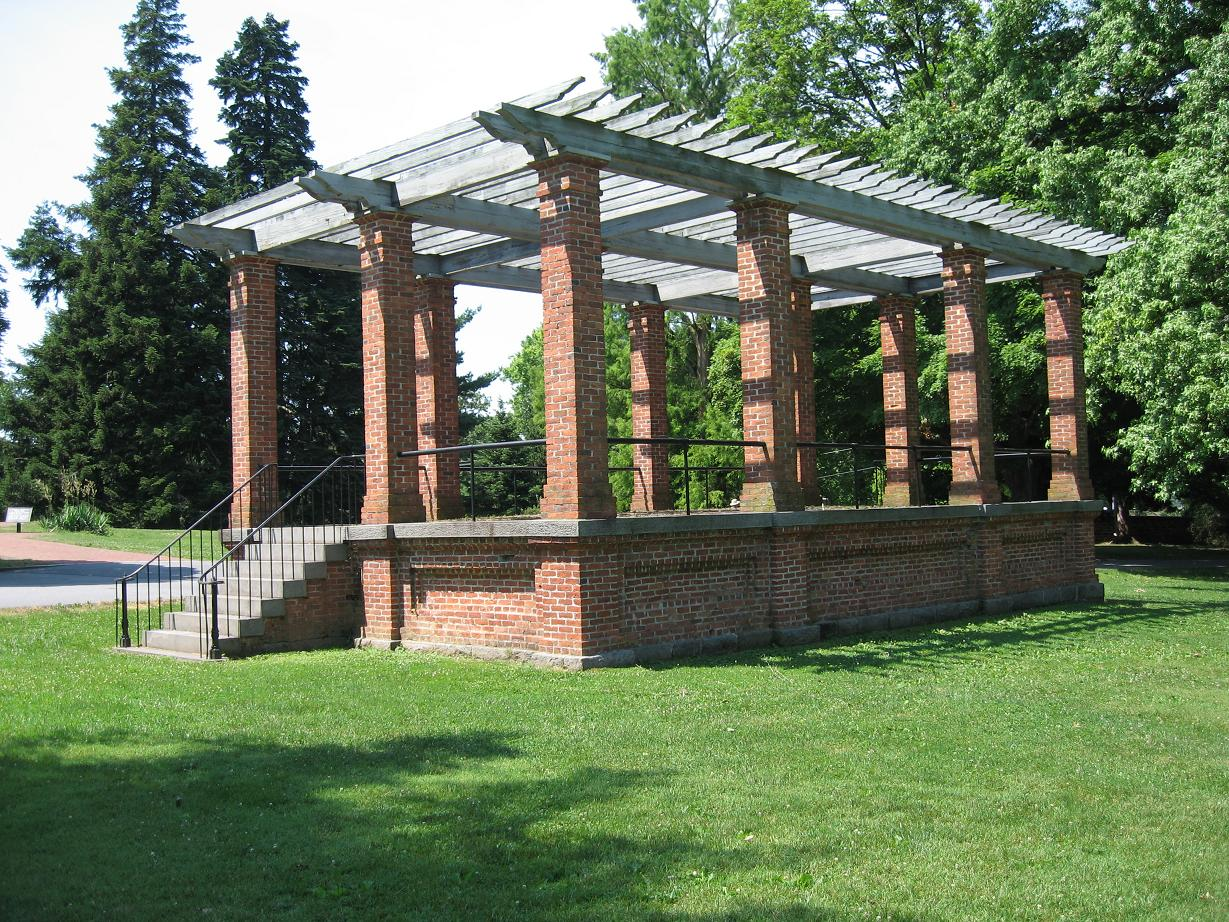
Il podio del cimitero nazionale (metà del 1860)
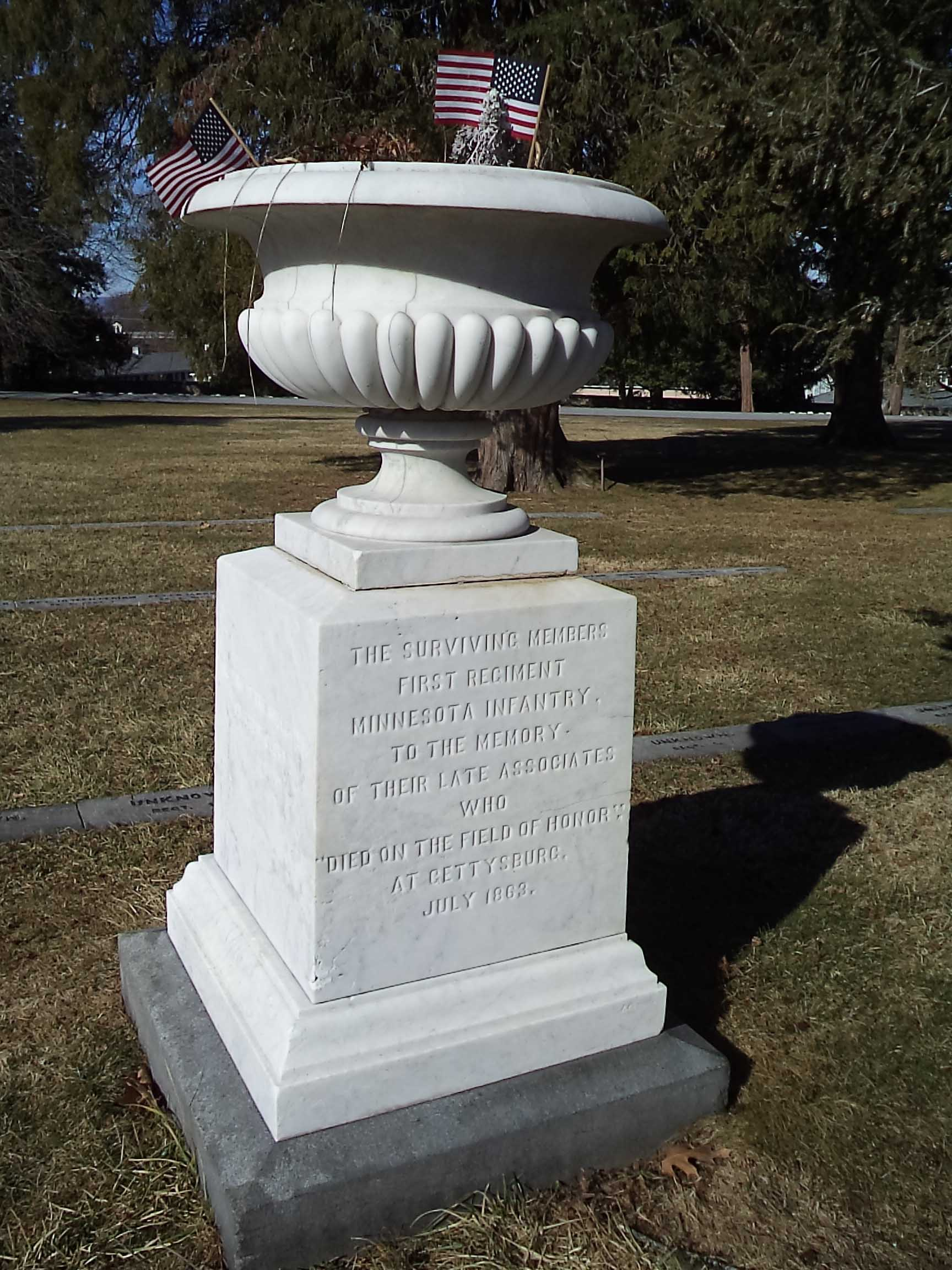
Il 1st Minnesota Infantry Memorial Urn (1867), primo monumento del campo di battaglia installato all'interno cimitero.
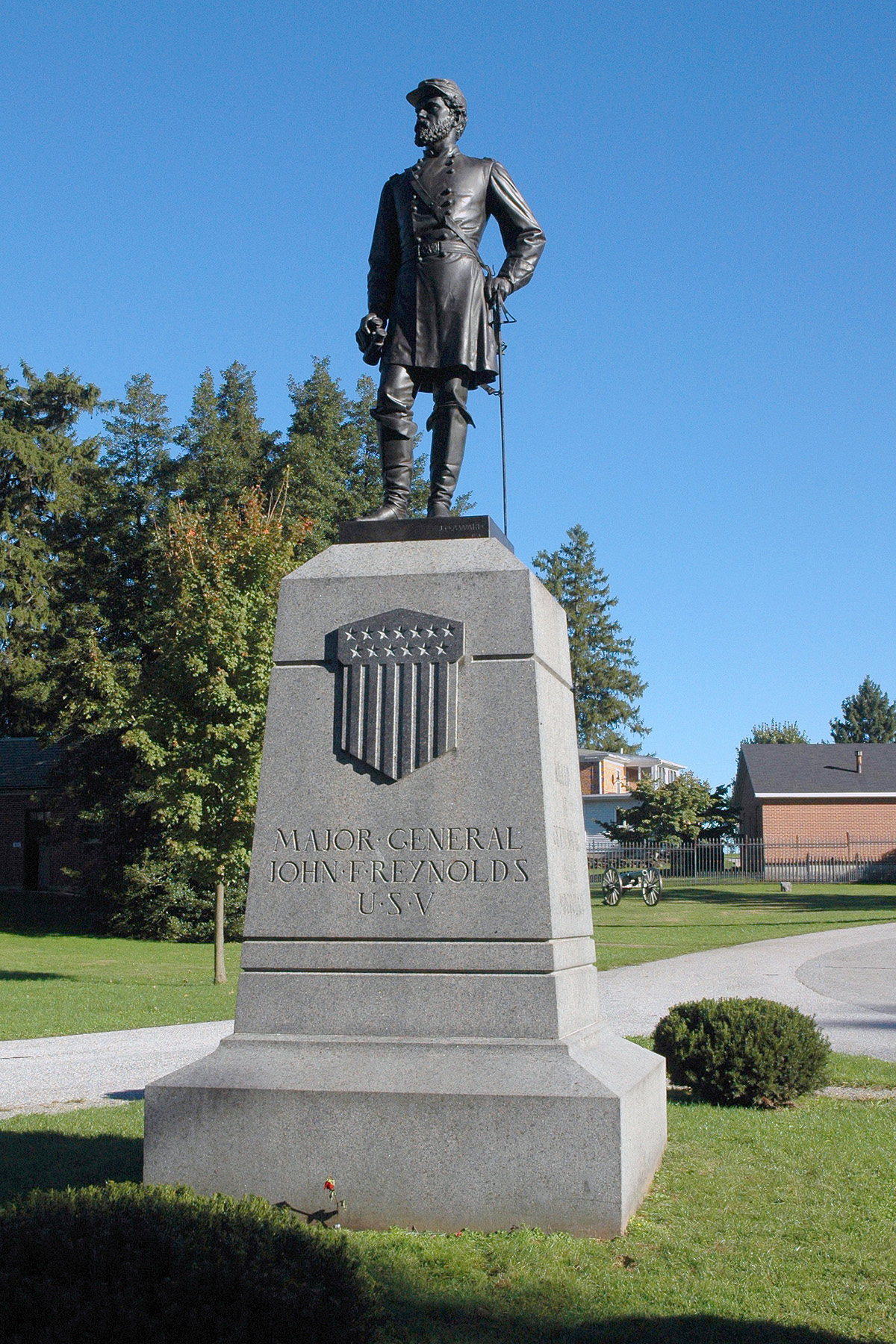
Major-General John F. Reynolds (1872), opera di John Quincy Adams Ward
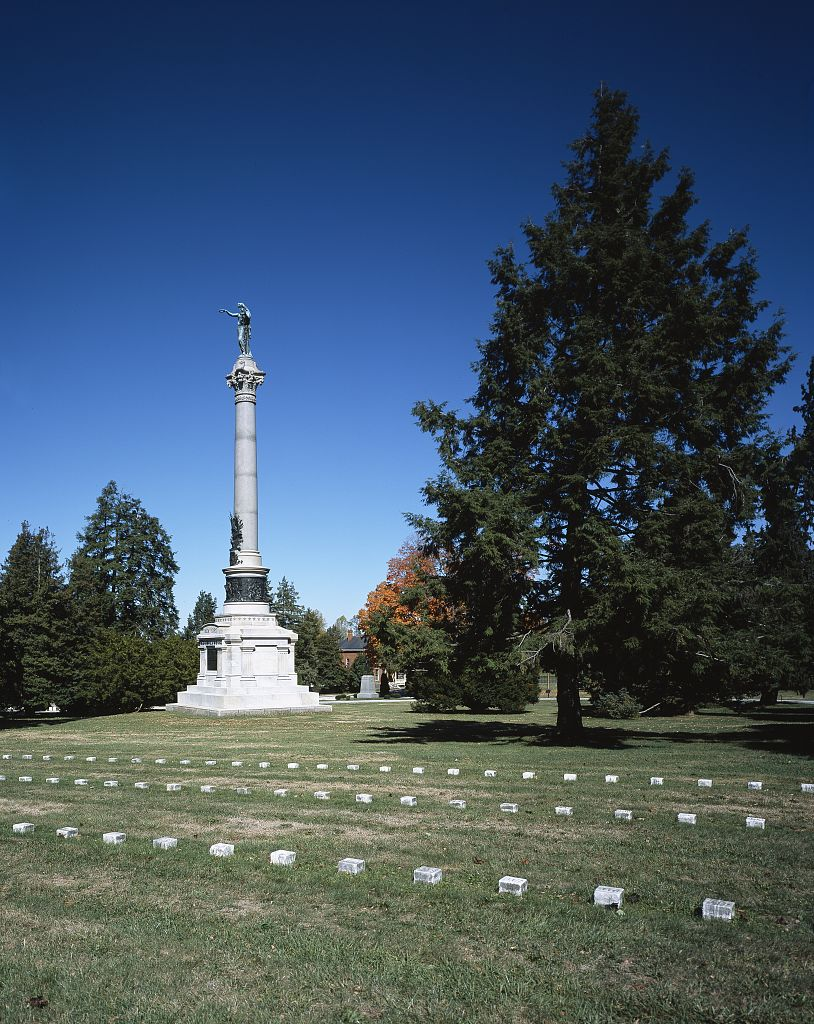
New York State Monument (1893)
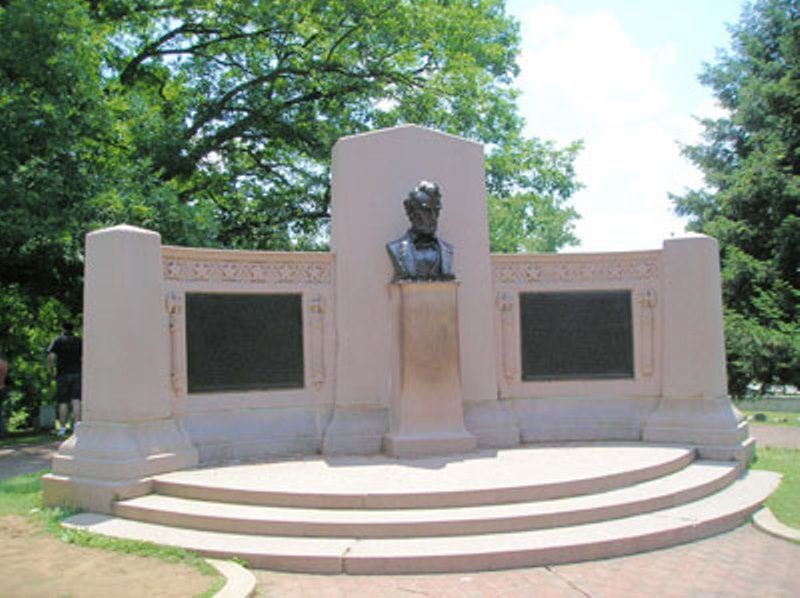
Lincoln Address Memorial (1912)
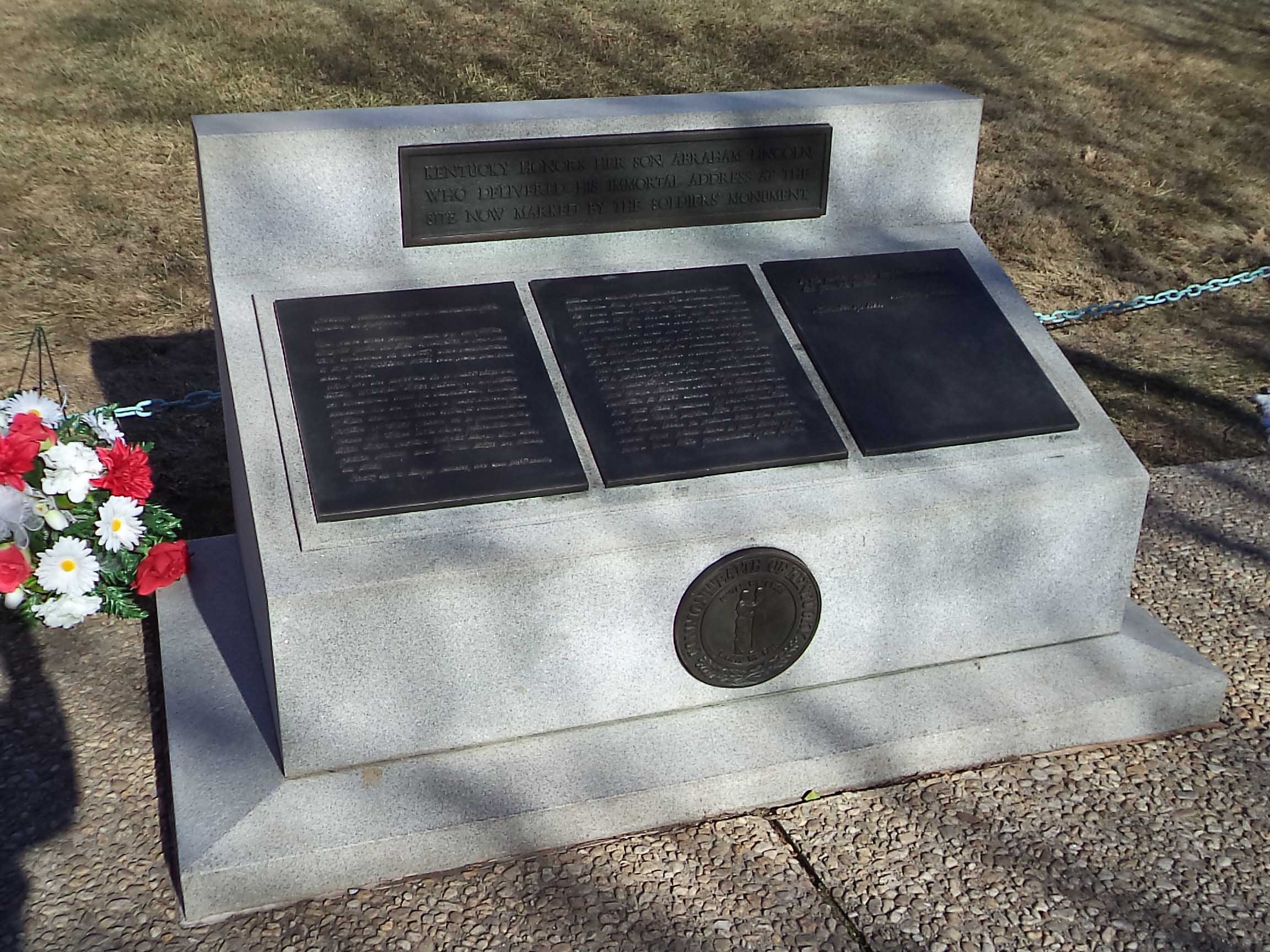
Kentucky State Monument (1975)
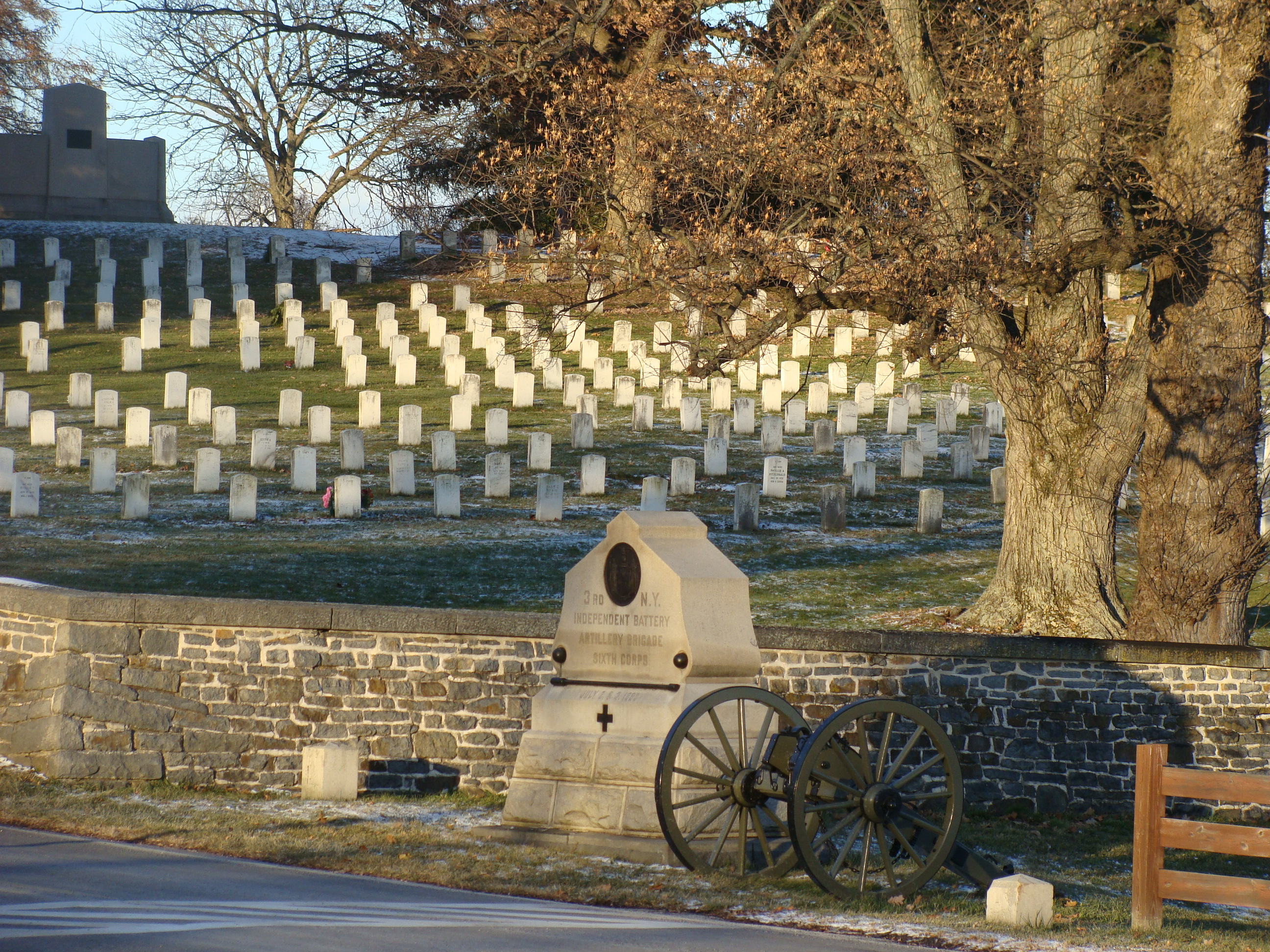
L'estremità a sud del cimitero contiene tombe di soldati provenienti da guerre più recenti. La parte posteriore del Lincoln Address Memorial è in alto a sinistra.

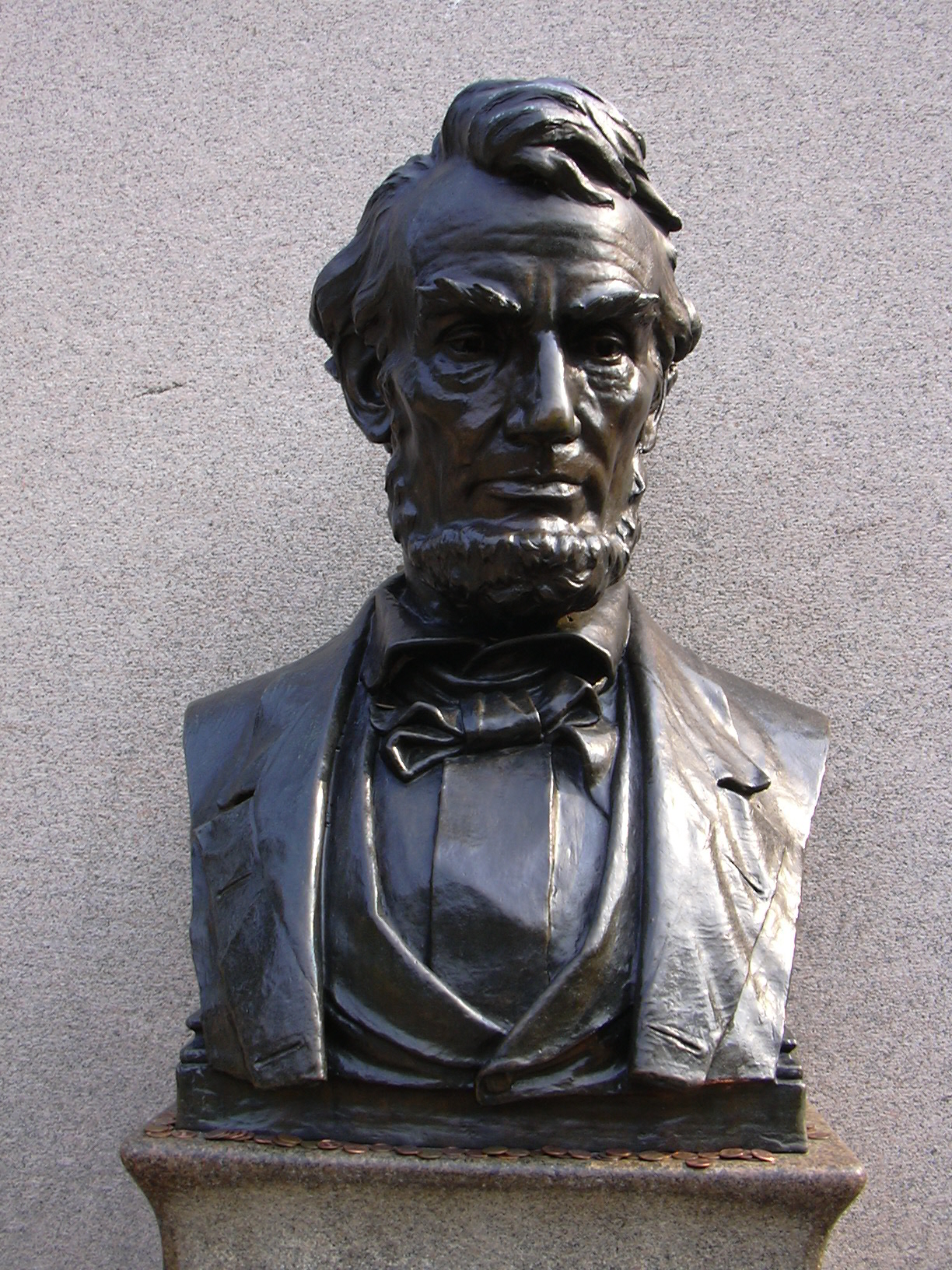
Busto raffigurante il presidente situato all'interno del cimitero.

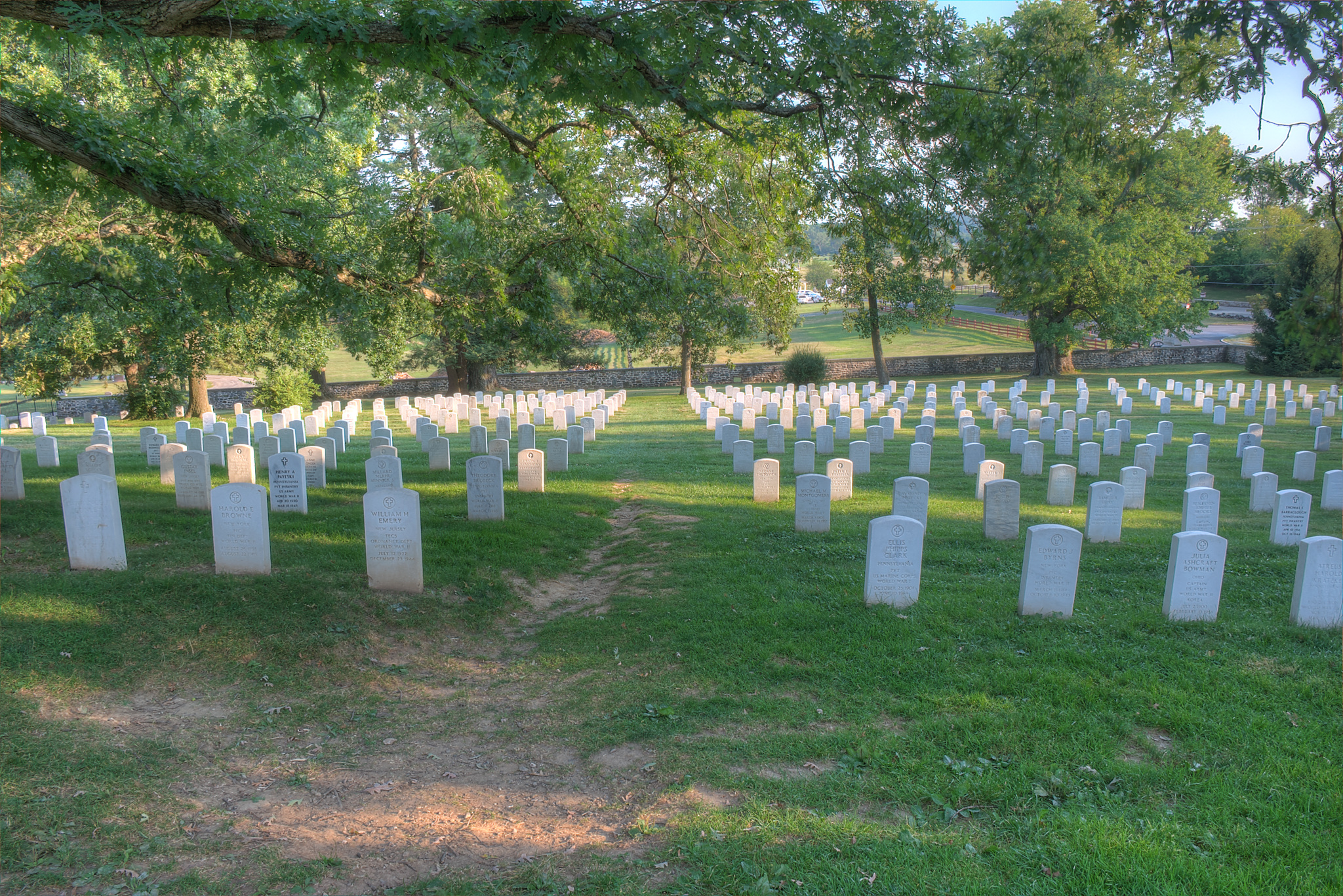
Alcune delle lapidi.